# Rudy Linka
Rudy Linka, (Prága, 1960. május 29. –) cseh dzsesszgitáros.

## Pályafutása
Rudy Linka tinédzser korában (1975-1979) klasszikus gitárt tanult a Prágai Konzervatóriumban. Amellett mentorával, Karel Velebnývel dzsesszzenét is tanult. Miután 1980-ban Németországba utazott, aztán Svédországban telepedett le. Az 1980-as évek első felében zeneszerzést és klasszikus gitárt tanult a „Stockholm Music Institute”-on. Svédországban együtt dolgozott Red Mitchell amerikai nagybőgőssel.
1985-ben Bostonba költözött, és a Berklee College of Music-on tanult tovább. A következő évben New Yorkba költözött. Ott a „New School for Jazz and Contemporary Music”-on tanult John Abercrombie-től, Dave Liebmantól és Arnie Lawrence-től. Magántanulmányokat is folytatott Jim Hall és John Scofield gitárosoknál.
Rudy Linka a következőkben Jon Batiste, Larry Grenadier, Gil Goldstein, Paul Motian, Bob Mintzer, John Scofield, John Abercrombie, Kenny Wollesen és Marvin Smith zenésztársa volt. 1998-ban a Down Beat magazin olvasói a tíz legjobb gitáros közé választották.
Rudy Linka a minden júliusban Csehországban megrendezésre kerülő „Bohemia Jazz Fest” alapítója és művészeti vezetője.

## Albumok
- Rudy Linka Quartet (1991)
- News from Home (1992)
- Mostly Standards (1993)
- Live It Up (1993)
- Czech It Out (1994)
- Always Double Czech (1997)
- Emotions in Motion (1999)
- Just Between Us (2000)
- Every Moment (2001)
- Simple Pleasures (2002)
- Trip (JV, 2005)
- Lucky Southern (2006)
- Beyond the New York City Limits (2006)
- Songs with Paul Motian and Larry Grenadier (2008)
- Re:Connect (2013)
- Acoustic & Electric (2015)
- American Trailer (2017)
- Live (2022)

## Díjak
- 1998: a Down Beat magazin olvasói: a tíz legjobb gitáros egyike.